# Toni Rintala
Toni Rintala (* 12. März 1999) ist ein finnischer Unihockeyspieler, der beim Nationalliga-A-Verein Unihockey Basel Regio unter Vertrag steht.